# Llucmajor
Llucmajor (katalanisch Llucmajor; spanisch Lluchmayor) ist flächenmäßig die größte Gemeinde der balearischen Mittelmeerinsel Mallorca. Sie hat 39.912 Einwohner (Stand: 2024) und eine Fläche von 327 km², das entspricht 122 Einwohnern pro km².
Im Jahr 2006 betrug der Ausländeranteil der Gemeinde 17,0 % (5324), der Anteil der (registrierten) deutschen Einwohner 5,7 % (1802).

## Orte der Gemeinde
Zur Gemeinde Llucmajor gehören folgende Orte:
- Badia Blava (1733 / 1733 Einwohner)
- Badia Gran (1980 / 1980 Einwohner)
- Bellavista (366 / 366 Einwohner)
- Cala Blava (350 / 350 Einwohner)
- Cala Pi (316 / 546 Einwohner)
  - Es Pas de Vallgornera (148 Einwohner)
  - Vallgornera Nou (82 Einwohner)
- Les Palmeres (1266 / 1266 Einwohner)
- Llucmajor (9868 / 12.773 Einwohner)
- Maioris Dècima (925 / 925 Einwohner)
- Puig de Ros (819 / 819 Einwohner)
- S’Arenal (10.134 / 10.207 Einwohner)
- Sa Torre (2481 / 2481 Einwohner)
- S’Estanyol de Migjorn (366 / 366 Einwohner)
- Son Verí Nou (787 / 787 Einwohner)
- Tolleric (493 / 493 Einwohner)

Die Einwohnerzahlen in Klammern stammen vom 1. Januar 2008. Die erste Zahl gibt dabei die Einwohner der geschlossenen Ortschaften an, die zweite Zahl die Einwohner der Orte einschließlich der hinzu zu rechnenden „verstreut“ lebenden Bevölkerung außerhalb der eigentlichen Siedlungen. (Quelle: INE)
Das Gemeindegebiet erstreckt sich bis zur gesamten Südküste von S’Arenal unmittelbar an der Platja de Palma bis S’Estanyol an die Grenze des Gemeindegebietes von Campos und dessen Südküste. Der Küstenbereich von Llucmajor zeichnet sich durch eine zerklüftete Steilküste mit teilweise engen Buchten aus (Cala Pi, Cala Blava).

## Geschichte

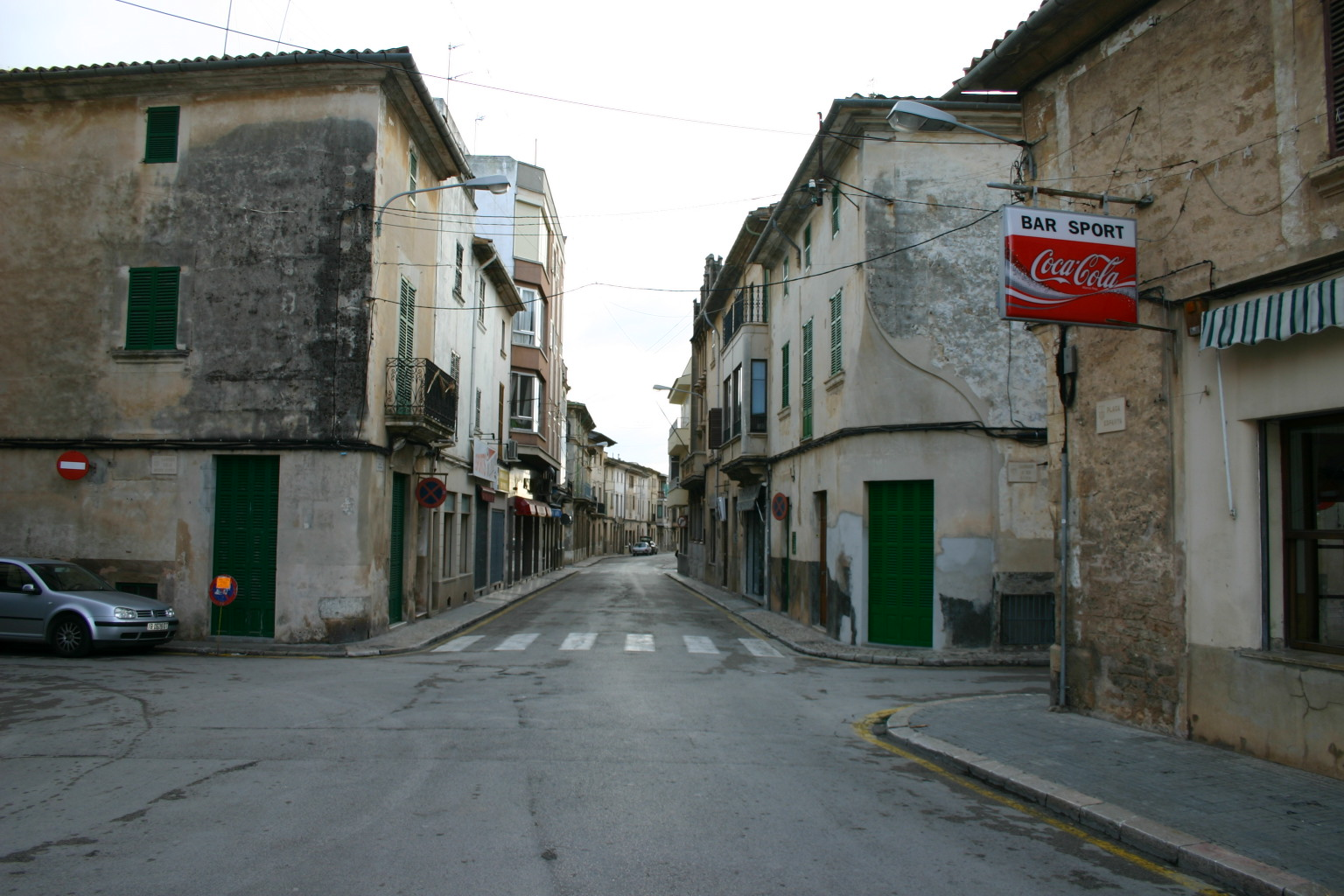
Llucmajor

Die künstlich angelegten Höhlen von Son Hereu, Llucamet, s'Aguila, Son Cardell, Bennoc, Son Mandivil oder Son Mulet stammen aus dem dritten Jahrtausend v. Chr. und dienten seinerzeit offenbar als Grabstätten der Siedlergemeinden. Später, im zweiten Jahrtausend v. Chr. entstand die  Megalithkultur der Talayots. Reste der Siedlung Capocorb Vell im Süden von Llucmajor sind die bekanntesten Zeugen der Bronzezeit.
Innerhalb der Erforschung der Vorgeschichte gilt Capocorb Vell als einmalig, da die Siedlung erstaunlich gut erhalten ist. Dieser Umstand beruht zweifellos darauf, dass Capocorb Vell in einem Teil der Gemeinde liegt, dessen wirtschaftliche Produktivität gering ist. Die Siedlung wurde durch die Archäologen L. Ch. Watelin (Frankreich) und Albert Mayr (Deutschland) erforscht.
Phönizier, Griechen, Karthager und Römer hinterließen ihre Spuren bis zur Einführung des Christentums. Lediglich ein beschädigter Grabstein aus La Marina mit der Ortsbezeichnung „Egnatuleia“ ist aus dieser Zeit erhalten geblieben.
Die erste Kirche in Llucmajor entstand 1259. 1300 Erhebung zur „Villa“ durch Jaume II. von Mallorca. Wichtigstes historisches Ereignis in Zusammenhang mit dem Ort ist die Schlacht von Llucmajor, in der im Jahre 1349 Pedro IV. den mallorquinischen König Jaume III., seinen Vetter, besiegte und damit die selbständige mallorquinische Monarchie aufhörte zu bestehen. Jaume fiel auf dem nordöstlich vor der Stadt gelegenen Schlachtfeld. Er wurde zunächst in der Pfarrkirche des Ortes beigesetzt. Heute befindet sich sein Grab in der Kathedrale von Palma.
1543 verlieh Karl V. der Stadt das Recht, mittwochs und freitags einen Markt zu veranstalten.
Im 20. Jahrhundert entwickelte sich Llucmajor zu einem Zentrum des Schuhmacherhandwerks und kam so zu einigem Wohlstand.
| Jahr      | 1842  | 1877  | 1887  | 1900  | 1910  | 1920  | 1930  | 1940   | 1950   | 1960   | 1970   | 1981   | 1991   | 2001   | 2011   |
| --------- | ----- | ----- | ----- | ----- | ----- | ----- | ----- | ------ | ------ | ------ | ------ | ------ | ------ | ------ | ------ |
| Einwohner | 7.749 | 8.944 | 9.195 | 8.890 | 9.554 | 9.868 | 9.895 | 10.127 | 10.041 | 10.700 | 12.013 | 14.556 | 17.357 | 24.277 | 36.959 |

## Stadt Llucmajor
Llucmajor (spanisch: Lluchmayor) ist eine Kleinstadt auf der balearischen Mittelmeerinsel Mallorca und ist Verwaltungssitz der gleichnamigen Gemeinde. Die Stadt liegt etwa 15 Kilometer südöstlich des Flughafens Palma zu Füßen (ca. 4 Kilometer südwestlich) des Berges Puig de Randa an der von Palma in Richtung Santanyí führenden Autobahn. Da der Ort sich auch etwa 15 Kilometer von der Küste entfernt befindet, ist er nicht touristisch geprägt.
Bekannte Sehenswürdigkeiten in Llucmajor sind:
- Kloster San Bonaventura

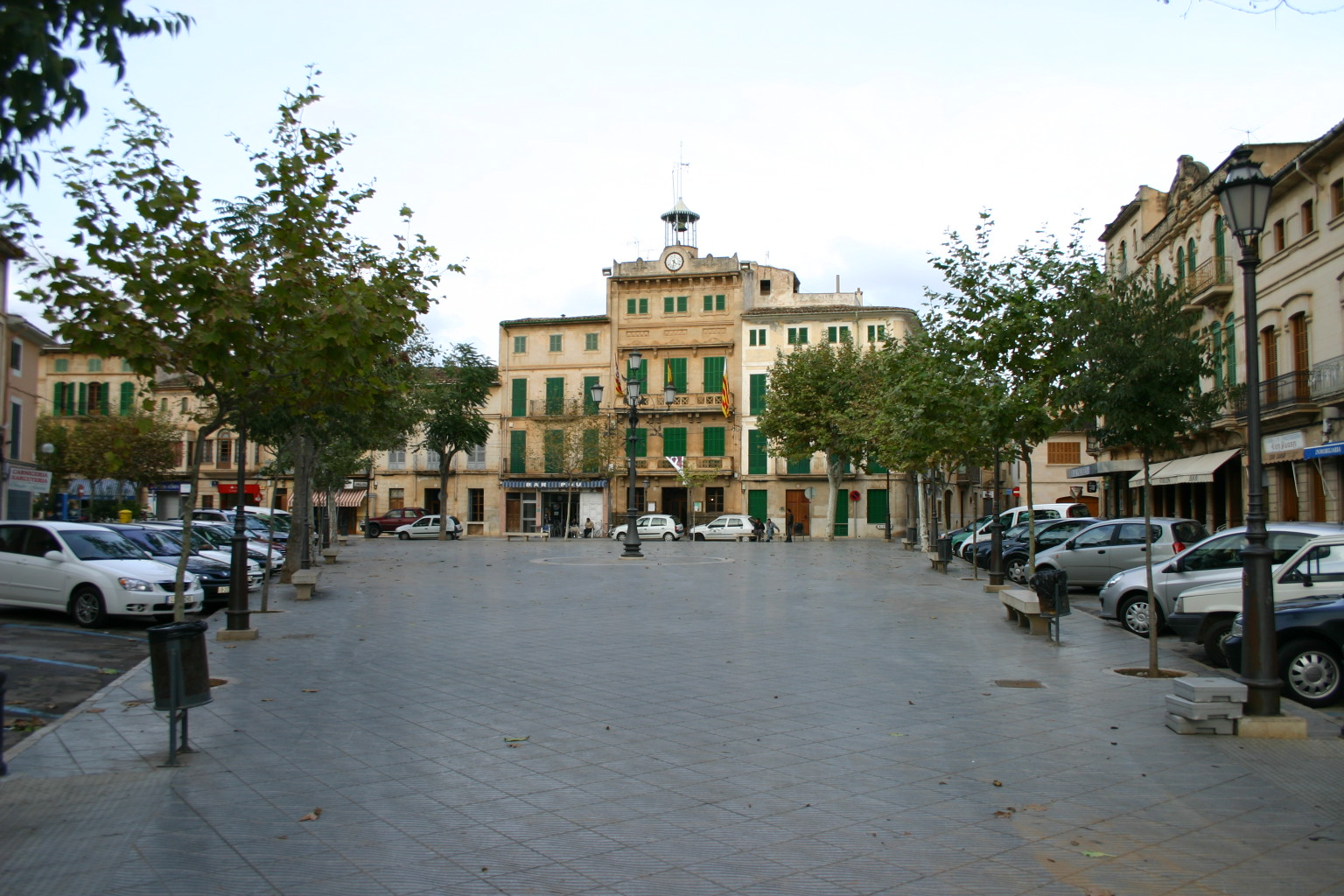
Llucmajor – Zentraler Platz

- Kirche San Miguel aus dem 18. Jahrhundert an der Placa de Santa Catalina Tomás westlich der Plaça d´Espanya
- Rathaus (Ayuntamiento auf der Plaça d´Espanya)
- Stadthalle Placa d’Espanya
- Denkmal für Jaume III. am Passeig Jaume III. (Paseo de Jaime III.)
- Denkmal für die Schuhmacher südlich des Marktplatzes an der Carrer del Bisbe Taixequet südlich des Zentrums.

In Llucmajor ist an drei Wochentagen Markt: sonntags, mittwochs und freitags.
Bis 2008 fand der Markt immer auf dem Marktplatz (Plaça d´Espanya) vor dem Rathaus (Ayuntamiento) statt und der Flohmarkt freitags weiter unten auf der Esplanade Jaume III. am Denkmal des im Jahr 1349 gefallenen Königs Jaume III.
Im Zuge eines Sanierungsprogramms der Kommunen auf den Balearen wurden diese Plätze jedoch 2009/2010 grundlegend saniert und umgestaltet. Ebenso wurde die historische Fischmarkthalle an der Placa d´Espanya entkernt und grundlegend saniert, nachdem sie über viele Jahre ungenutzt verfiel. Die sanierte Fischmarkthalle beherbergt nun einige Abteilungen der Gemeindeverwaltung, u. a. das Tourismusbüro.
Der Marktplatz vor dem Ayuntamiento wurde im Jahre 2010 fertiggestellt und ist jetzt autofreie Zone, weshalb der Obst- und Gemüsemarkt dort zeitweise nicht mehr stattfinden konnte. Inzwischen findet er wieder auf dem Marktplatz vor dem Ayuntamiento statt.
Durch den Wegfall des Durchgangsverkehrs haben nun alle am Marktplatz liegenden Cafés ihre Außengastronomie erweitert. Bis zur Modernisierung der Plaça Espanya hatten sich die Gäste auf nur wenigen Stühlen auf den hierfür viel zu schmalen Gehwegen gedrängt. Der Platz wird jetzt zunehmend von Radfahrern als Ziel gewählt, zumal die Ebene um Llucmajor über ein gut ausgebautes Radwanderwegenetz verfügt.
Der Flohmarkt findet jetzt nach Renovierung jeden Freitag wieder auf der Esplanade Jaume III. statt. Freitags zieht sich der Markt somit durch die halbe Stadt hindurch von der Stadtverwaltung (Ayuntamiento) auf der Placa d´Espanya über die Carrer del Bisbe Taixequet und den Paseo Jaime III. bis zur Ronda de Migjorn, der südlichen Ortsdurchgangsstraße.

## Wirtschaft
Die Stadt ist Sitz der Fluggesellschaft Air Europa.

## Söhne und Töchter
- Ángela Ginard Martí (1894–1936), Ordensschwester und Märtyrerin
- Pere Sastre Obrador (1895–1965), Landwirt, Erfinder und spanischer Luftfahrtpionier
- Miquel Llompart (1916–1976), Radrennfahrer
- Toni Catany (1942–2013), Fotograf
- Sebastià Alzamora i Martín (* 1972), Schriftsteller und Verleger
- Antoni Vadell Ferrer (1972–2022), römisch-katholischer Geistlicher, Weihbischof in Barcelona